# روگووک (استان اشوی‌داشکسیه)
روگووک (به لهستانی: Rogówek) یک منطقهٔ مسکونی در لهستان است که در گمینا گووارچوو واقع شده‌است. روگووک ۹۰ نفر جمعیت دارد.